# Символ біткойна
Символ біткойна (₿) — друкарський символ, який входить до групи «символи валют» стандарту Юнікод для короткого позначення криптовалюти біткойн. Офіційна назва — Bitcoin sign(англ.); код — U +20BF.
На практиці широко використовують абревіатуру XBT та BTC, які імітують трилітерні коди стандарту ISO 4217, але в ньому не описані.

## Накреслення
Символ «₿» утворений від першої літери назви криптовалюти біткойн (англ. bitcoin) і, як правило, є великою латинською літерою "B», перекресленою двома вертикальними лініями, які видно тільки у вигляді штрихів над і під буквою і не проходять крізь неї. При цьому залежно від використовуваного шрифту деякі зображення знака можуть відрізнятися від описаного.

## Історія створення
Спочатку символ біткойна був абревіатурою «BC», утворена від перших букв двох частин назви криптовалюти англійською мовою (bit — біт і coin — монета). У такому вигляді його було зображено на іконці першої версії клієнтського програмного забезпечення Bitcoin (2008 рік).
Сучасний символ (₿) з'явився у 2010 році на іконці другої версії клієнтської програми, і фактично його автором вважається сам легендарний творець системи Сатосі Накамото. За своєю конструкцією символ нагадував більшість знаків інших валют (зокрема, символ долара — $).
Першу заявку на включення символу до стандарту Юнікод у 2011 році подав Сандер ван Головін, але вона була відхилена. Друга, краще підготована спроба, зроблена Кеном Шерифом, завершилася у 2017 році появою знака у стандарті.
Спільнота власників біткойнів обговорювала ще один варіант — поєднання латинської літери «B» (U+0042) і символу «подвійна вертикальна риса, що комбінується» (⃦), що займає в «Юнікоді» позицію 20E6. Але оскільки подвійна риса реалізована не у всіх шрифтах, у дійсності зображення комбінованого символу (B⃦
) може бути від «нечитабельного до потворного».

## Використання

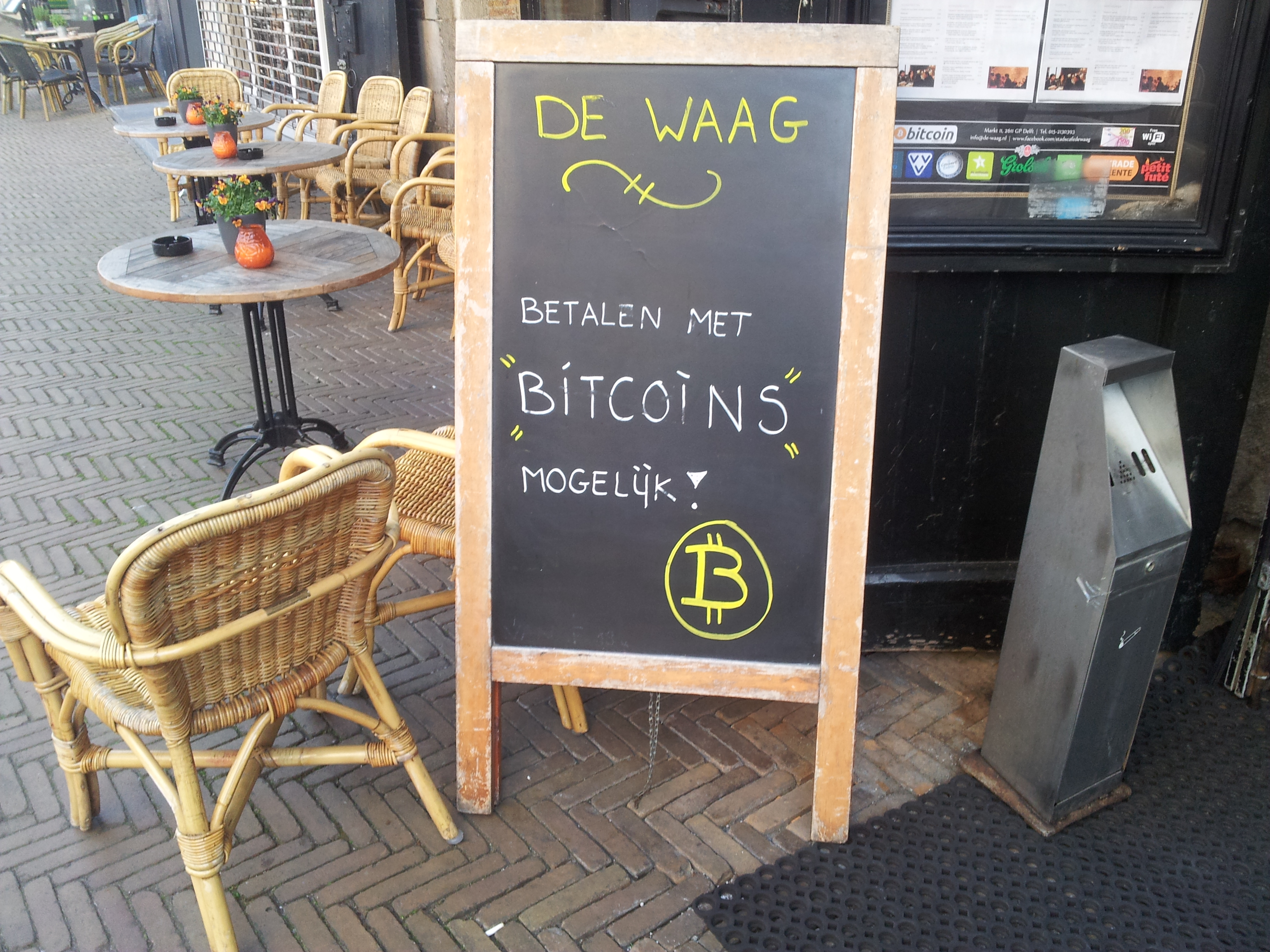
Символ біткойна на переносному рекламному стенді кафе в Делфті (Нідерланди, 2013 рік)

Символ біткойна включений у версію 10.0 стандарту Юнікод, що вийшла 20 червня 2017. Він використовується як типографський символ власне біткойна, а з поворотом вправо на 14 градусів — як елемент логотипу платіжної системи.
Той самий символ, але з нахилом в інший бік, входить до складу логотипу критовалюти Bitcoin Cash, яка є форком біткойна. Він також лежить в основі логотипу іншого форка Bitcoin Gold.

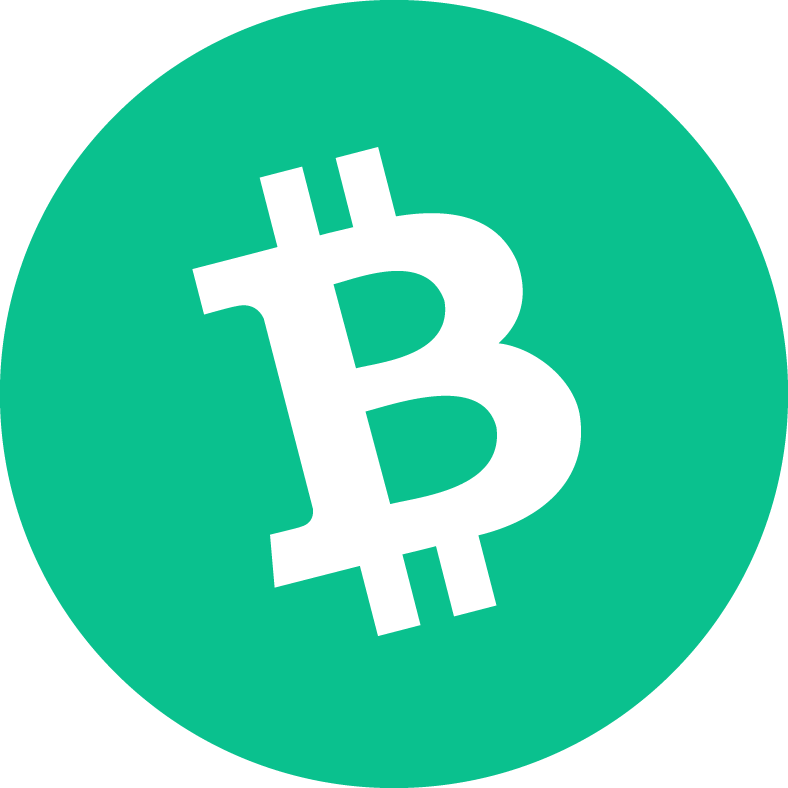
Bitcoin Cash
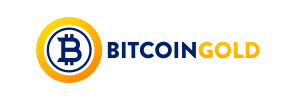
Bitcoin Gold
Bitcoin Private